# Eremochrysa brevisetosa
Eremochrysa brevisetosa là một loài côn trùng trong họ Chrysopidae thuộc bộ Neuroptera. Loài này được Adams & Garland miêu tả năm 1981.